# Luhačovice
Luhačovice är en stad i Tjeckien.   Den ligger i distriktet Okres Zlín och regionen Zlín, i den östra delen av landet, 270 km öster om huvudstaden Prag. Luhačovice ligger 254 meter över havet och antalet invånare är 5 554.
Terrängen runt Luhačovice är platt söderut, men norrut är den kuperad. Luhačovice ligger nere i en dal. Runt Luhačovice är det ganska tätbefolkat, med 90 invånare per kvadratkilometer. Närmaste större samhälle är Zlín, 15,4 km norr om Luhačovice. I omgivningarna runt Luhačovice växer i huvudsak blandskog.